# La Pobla de Claramunt (ort)
La Pobla de Claramunt är en ort i Spanien.   Den ligger i provinsen Província de Barcelona och regionen Katalonien, i den östra delen av landet, 500 km öster om huvudstaden Madrid. La Pobla de Claramunt ligger 270 meter över havet och antalet invånare är 2 004.
Terrängen runt La Pobla de Claramunt är huvudsakligen lite kuperad. La Pobla de Claramunt ligger nere i en dal. Runt La Pobla de Claramunt är det ganska glesbefolkat, med 48 invånare per kvadratkilometer. Närmaste större samhälle är Igualada, 5,8 km nordväst om La Pobla de Claramunt. 